# بنو مارتین
بنو مارتین (به آلمانی: Benno Martin) (زاده ۱۲ فوریه ۱۸۹۳، مرگ ۲ ژوئیه ۱۹۷۵) یک ژنرال آلمانی در دوره رایش سوم و رهبر اس‌اس و پلیس در نورنبرگ بود.
وی در جنگ جهانی اول حضور داشت و صلیب آهنین درجه دو و یک دریافت کرد.پس از شکست آلمان به فرای کورپس پیوست.در سال ۱۹۲۳ به استخدام پلیس نورنبرگ در سال ۱۹۳۳ به عضویت حزب نازی و در ۱۹۳۴ به عضویت اس‌اس درآمد.
وی پس از جنگ به اتهام فرستادن یهودیان فرانکونیایی در دادگاه محاکمه شد اما از اتهاماتش تبرئه شد و در نهایت در ۲ ژوئیه ۱۹۷۵ درگذشت.